# Gottfried III. von Hohenlohe

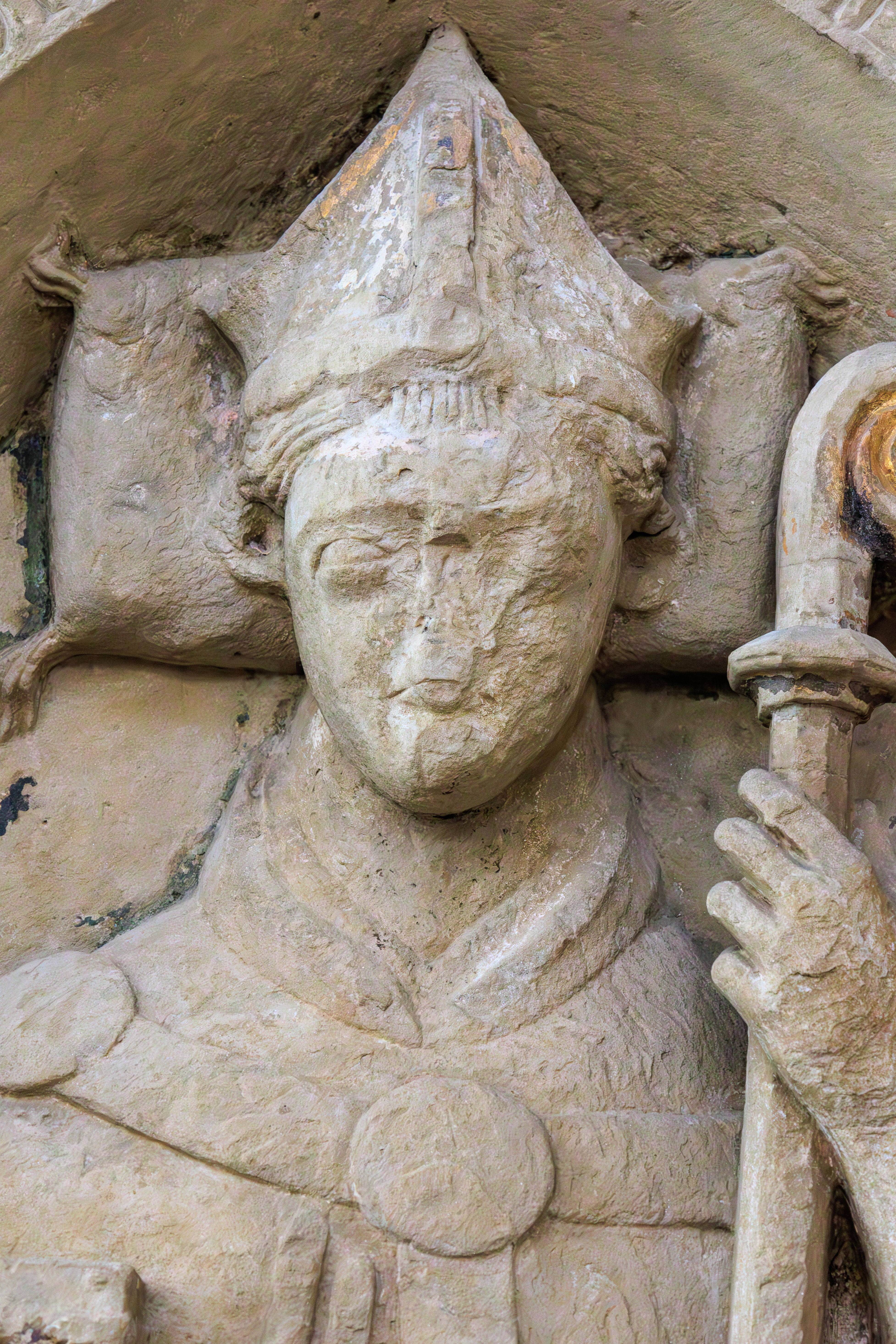
Darstellung des Bischofs auf seinem Grabstein

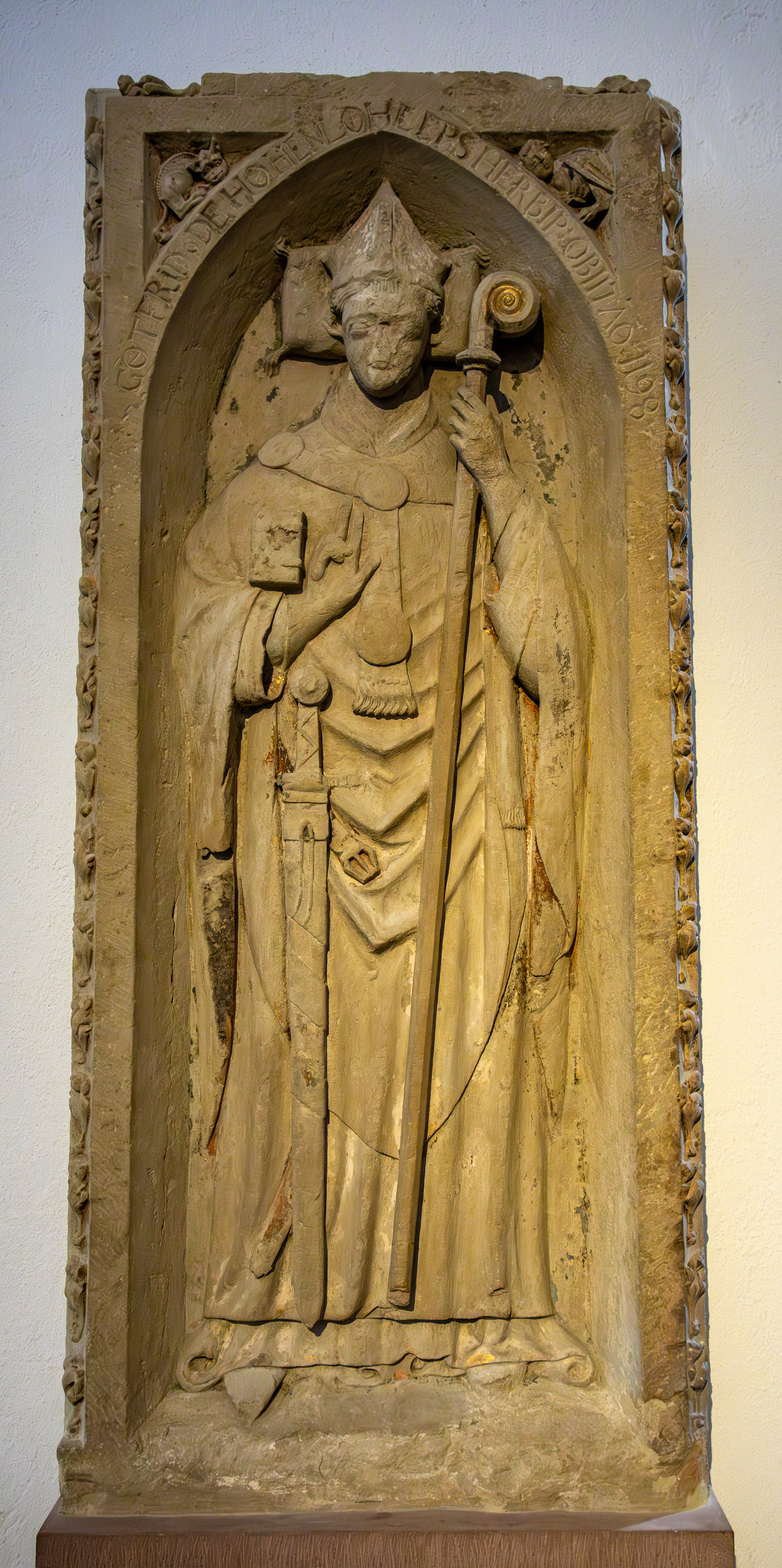
Gottfried III. von Hohenlohe, Würzburger Dom

Gottfried III. von Hohenlohe († 3. September 1322 in Würzburg) war von 1314 bis zu seinem Tode Bischof von Würzburg.

## Gottfried III. im Familienkontext
Gottfried III. stammte aus dem hochadeligen und weitverzweigten fränkischen Geschlecht der von Hohenlohe. Seine Eltern waren Gottfried I. von Hohenlohe-Uffenheim († 1290) und Elisabeth († 1288), Tochter des Burggrafen Friedrich III. von Hohenzollern-Nürnberg. Er war damit der Onkel der Brüder Albrecht II. von Hohenlohe, Bischof von Würzburg (1350–1372) und Friedrich von Hohenlohe, Fürstbischof von Bamberg (1344–1352). Die Zählung Gottfried III. bezieht sich auf ihn als dritten Würzburger Bischof namens Gottfried.
Das Stammwappen der Hohenloher zeigt in Silber zwei übereinanderstehende, rechtsschreitende schwarze Leoparden mit niedergeschlagenen Schweifen.

## Gottfried III. als Bischof
Nach dem Tod des Andreas von Gundelfingen trat zunächst eine Sedisvakanz ein und das Bistum wurde von einer Pflegschaft, bestehend aus sieben Würzburger Domherren, verwaltet. Erst Ende 1317 ist Gottfried III. als Siegler urkundlich belegt. Die Gemeinde Rothenbuch verdankt dem Bischof ihre erste urkundliche Erwähnung von 1318.
Im Streit um den Thron des Heiligen Römischen Reiches zwischen Ludwig IV. und Friedrich III. stellte er sich auf die Seite des Habsburgers Friedrich, wie auch das Haus Hohenlohe und der fränkische Adel insgesamt.
Mit dem Haus Henneberg geriet er wegen verschiedener Stiftslehen in eine Fehde, die am 8. April 1319 durch einen Schiedsspruch beigelegt werden konnte. In der Folgezeit pflegte er gute Beziehungen zu dieser Familie.
Über sein Grab im Würzburger Dom berichtet Lorenz Fries. Anfang des 18. Jahrhunderts wurde sein Grabstein neu beschriftet und fälschlicherweise Bischof Gottfried II. zugeordnet.